# Butelka (album)
Butelka – debiutancki album grupy Butelka. Album nagrywano w latach 1997-1998. Okładka płyty przedstawia ordery gitarzysty zespołu. Płytę wydała wytwórnia Black Bottle Records (należąca do wokalisty zespołu – Grzegorza „McButelki” Kopcewicza) w 1999 roku.
Podczas prac nad albumem doszło do zmiany basisty, który nagrał bas dla utworu „10-ty grudnia”. Album zawiera jedenaście utworów oraz cztery nagrania z automatycznej sekretarki. Podczas nagrywania płyty, zadzwonił z Berlina przyjaciel zespołu, który nagrał się na automatycznej sekretarce. W wyniku uszkodzenia wałka w magnetofonie, odrzucono utwór „Zapytaj ojca”. Mix utworów trwał dwa tygodnie. Masteringu dokonał Adam „Burza” Burzyński, przyjaciel Grzegorza „McButelki” Kopcewicza.
Podczas prac nad albumem stworzono cztery teledyski do utworów: „10-ty grudnia” (reż Michała Baranowskiego), „To mnie wkurwia” (reż. McButelki i Wojciecha „Pumy” Brudnego), „Znak krzyża” (autorstwa Wojciecha „Pumy” Brudnego) i „Kim Bruce Lee Karate Mistrz” (McButelki). Teledyski zgłoszono do konkursu na festiwal Yach Film, gdzie zostały zauważone.

## Wykonawcy
- Grzegorz „McButelka” Kopcewicz – wokal
- Andrzej „Dr Frankenstein” Kraiński – gitara
- HipHłop – gitara basowa
- Jacek „Klasztor” Bryndal – gitara basowa
- Piotr „Piękny Lolo” Wysocki – perkusja

## Lista utworów
| Nr  | Tytuł utworu                                           | Długość |
| --- | ------------------------------------------------------ | ------- |
| 1.  | „Pedały”                                               | 3:12    |
| 2.  | „Ścierwo”                                              | 2:55    |
| 3.  | „Skór wiele”                                           | 3:22    |
| 4.  | „Znak krzyża”                                          | 5:34    |
| 5.  | „Dobry policjant”                                      | 3:03    |
| 6.  | „Hiszpańskie buty”                                     | 2:58    |
| 7.  | „To mnie wkurwia”                                      | 2:20    |
| 8.  | „Potrzebni”                                            | 3:22    |
| 9.  | „King Bruce Lee karate mistrz” ((cover Franka Kimono)) | 3:56    |
| 10. | „Co wy wiecie o tamtym świecie”                        | 3:23    |
| 11. | „10-ty grudnia”                                        | 4:57    |
| 12. | „Skopię wam tyłki w imieniu pana naszego”              | 0:32    |
| 13. | „Wałek”                                                | 0:33    |
| 14. | „Chciałbym z kimś porozmawiać”                         | 0:28    |
| 15. | „Wchodzę na taśmę”                                     | 0:28    |
|     |                                                        | 41:03   |